# Innocenci d'Alaska
Innocenci d'Alaska, al món Iván Yevséyevich Popov-Veniamínov (rus: Ива́н Евсе́евич Попо́в-Вениами́нов) (Anguínskoye, governació d'Irkutsk, Imperi Rus, 26 d'agost de 1797 - Moscou, Imperi Rus, 31 de març de 1879), també conegut com a Innocenci de Moscou, va ser un sacerdot, bisbe i arquebisbe rus ortodox, que va arribar a metropolità de Moscou i de Totes les Rússies. És venerat com a sant per l'Església Ortodoxa i per l'Església episcopal dels Estats Units.
És conegut pel seu treball missioner i pel seu lideratge a Alaska i l'Extrem Orient Rus durant la primera meitat del segle xix. És conegut pel seu gran entusiasme en seu treball i també per les seves habilitats com a lingüista i administrador. Va ser missioner i després bisbe i arquebisbe a Alaska i l'Extrem Orient Rus. Va aprendre algunes llengües dels aborígens i va ser autor de molts dels primers treballs acadèmics sobre els aborígens i les seves llengües, com també diccionaris i treballs religiosos en les seves llengües. També va traduir parts de la Bíblia a diverses llengües aborígens com l'aleutià i el iacut.